# Tables (Goulet)
Pour les articles homonymes, voir Table (homonymie).

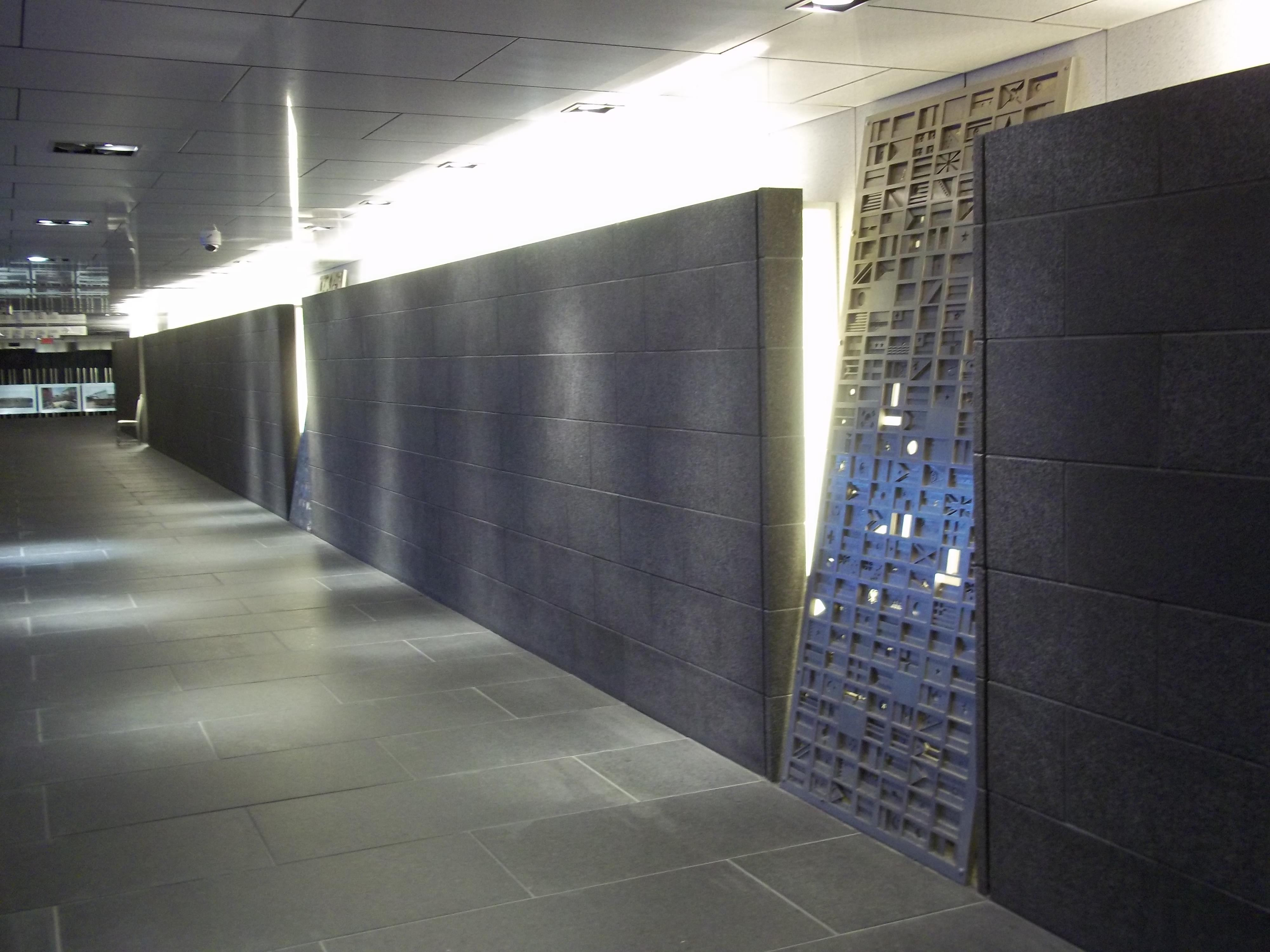
Vue d'ensemble

Tables est une œuvre d'art réalisée  en 2005 par le sculpteur Michel Goulet, ancien doyen de la faculté des arts de l’Université du Québec à Montréal et principalement reconnu pour ses nombreux projets dans le domaine de l’art public. Elle a été conçue dans le cadre d'un concours lancé par le Quartier international de Montréal. Cette composition se trouve donc dans le périmètre du Quartier international de Montréal, plus précisément dans le Montréal souterrain, accessible par le Palais des congrès de Montréal ou directement par l'entrée de la station de métro Square-Victoria qui se trouve à la Place Jean-Paul-Riopelle.

## Description et analyse
L’œuvre est constituée d’un diptyque et d’une chaise, ce qui explique le nom de la composition. Le diptyque est composé de deux panneaux de 4 par 8 pieds chacun. Ces plaques sont faites de cinq couches successives d’acier inoxydable à caractère brillant. Sur les panneaux se trouve une série d’images schématiques taillées au laser dans la masse du métal lustré. Chacune des épaisseurs formant la plaque est utilisée pour faire apparaître les détails de toutes les icônes qui y sont présentées.

### Le premier volet

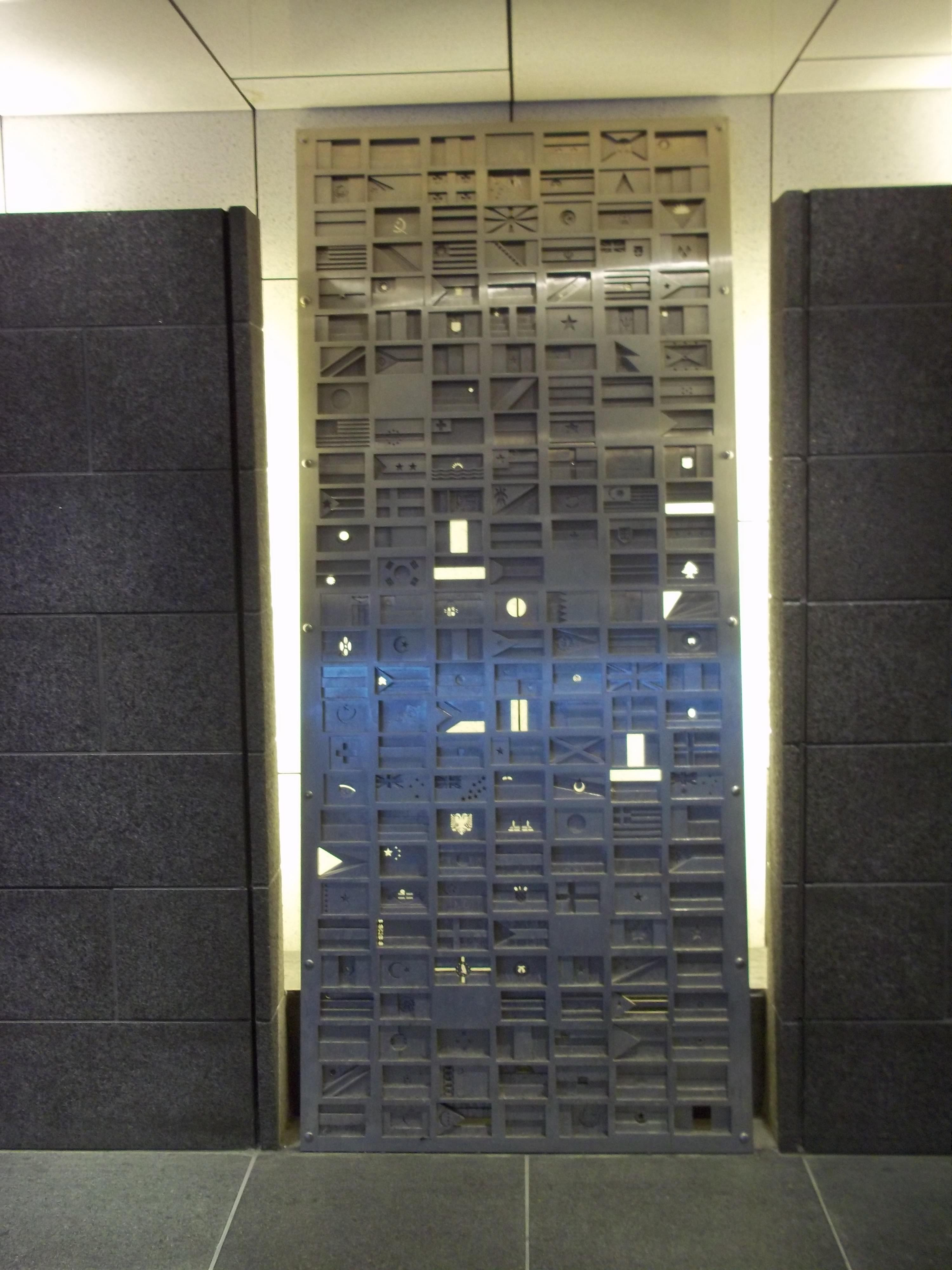
Emblèmes

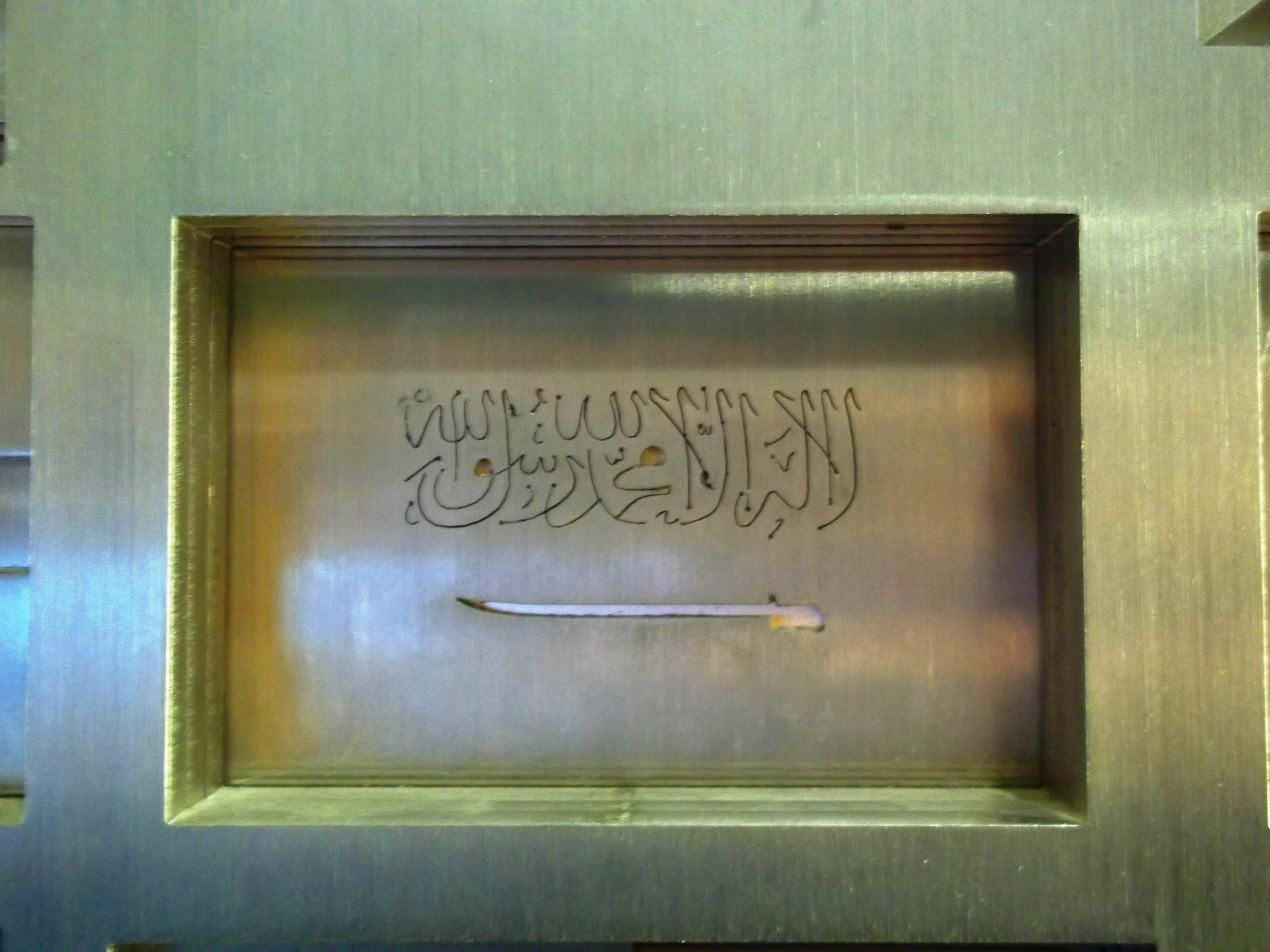
Un des drapeaux

La première planche d'inox, le premier volet de la composition, présente les 192 drapeaux des pays membres des Nations unies.  Tous ces emblèmes ainsi rassemblés forment un réseau d’identification commun qu’est le regroupement des Nations unies. Michel Goulet explique : « Nommer chacun des pays et chercher à les reconnaître, c’est reconnaître les différences, les particularités et les expériences personnelles. » Cependant, en ayant recueilli tous ces emblèmes et en les représentant de cette manière, le sculpteur cherche à insister sur les aspects suivants : le rassemblement, le partage à parts égales d’un espace commun et la mise en perspective pour l’individu qui s’y sent confronté. Par rapport à l’objet, les drapeaux ont les mêmes dimensions et sont répartis à de façon symétrique sur le panneau qui forme l’ensemble c’est-à-dire ce regroupement pacifique. Les quatre vides n’ont aucune signification particulière. Ils sont placés au hasard.

### Le deuxième volet

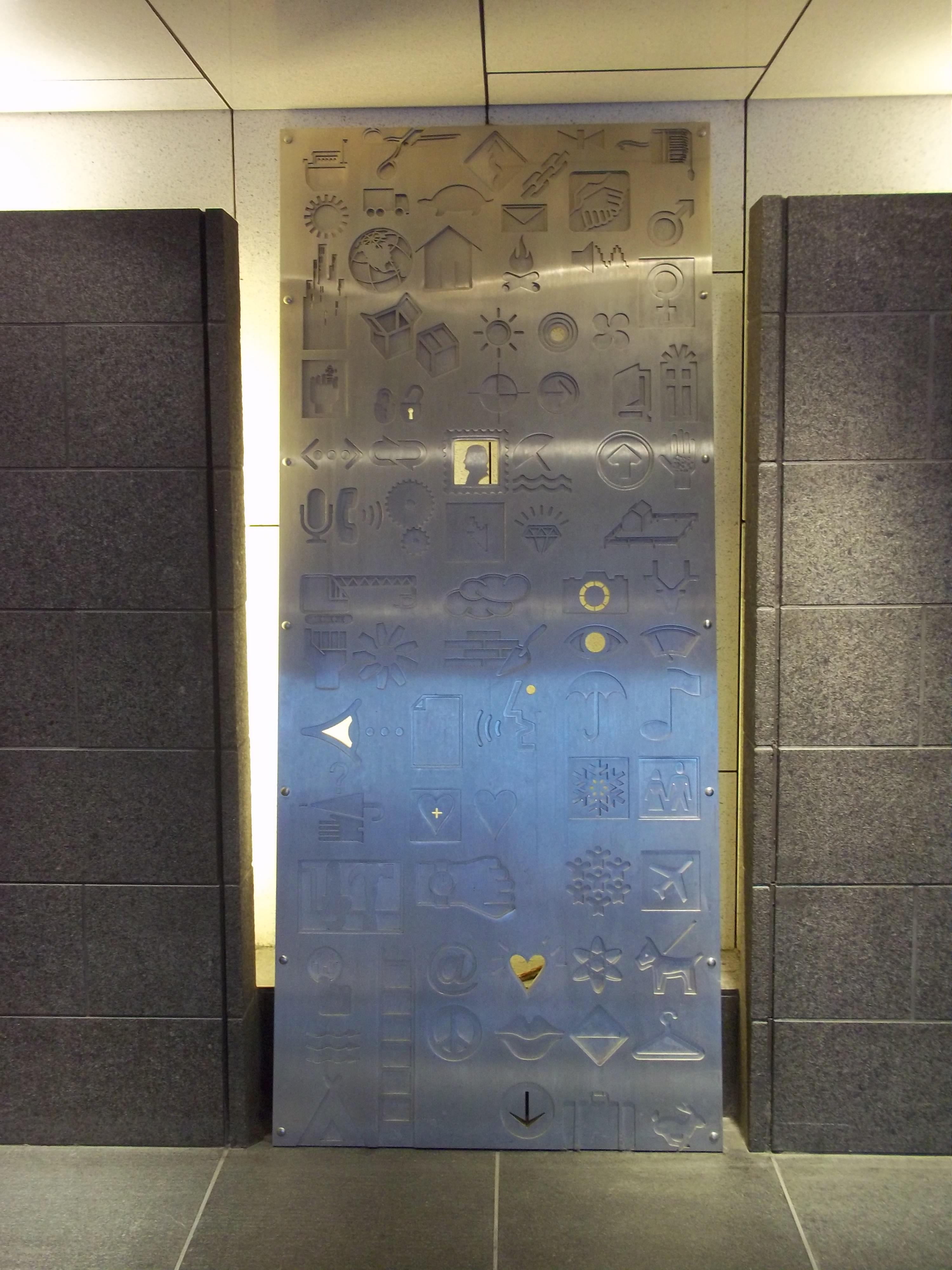
Pictogrammes

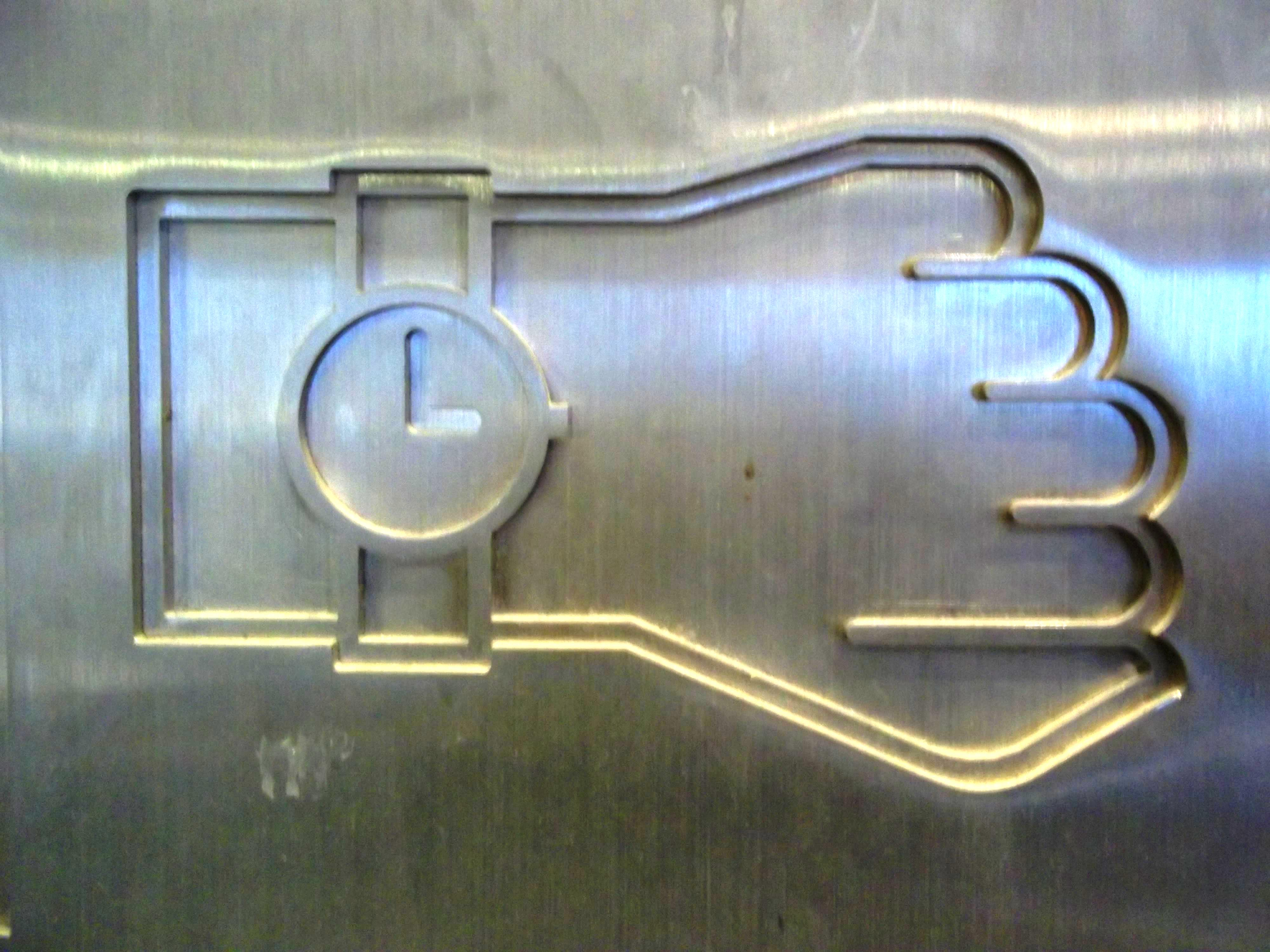
Un des pictogrammes

Il s’agit d’une seconde planche taillée dans la même matière que la précédente. Les détails sont aussi représentés par des coupes différentes dans les couches qui se succèdent dans la formation de cette grande plaque, qui présente un répertoire de pictogrammes choisi par le sculpteur. Ceux-ci font partie de la vie quotidienne et servent principalement à l’aboutissement d’une action. Ils peuvent aussi servir à orienter, identifier, interdire, identifier. Le but d’avoir mis en évidence ces dessins figuratifs est de faire comprendre une chose sans avoir à le transmettre oralement tout comme le design le propose. Chacun d’eux est accessible à tous les gens qui les regardent puisqu’ils sont indifférents à la provenance de ceux-ci, à leur langue respective ainsi qu’à leur culture. Le message que passent ces images est compréhensible du premier coup d’œil. Cette dernière partie du diptyque s’adresse à une expérience personnelle pour construire sa propre extrapolation par rapport à son imagination et son vécu.

### La chaise

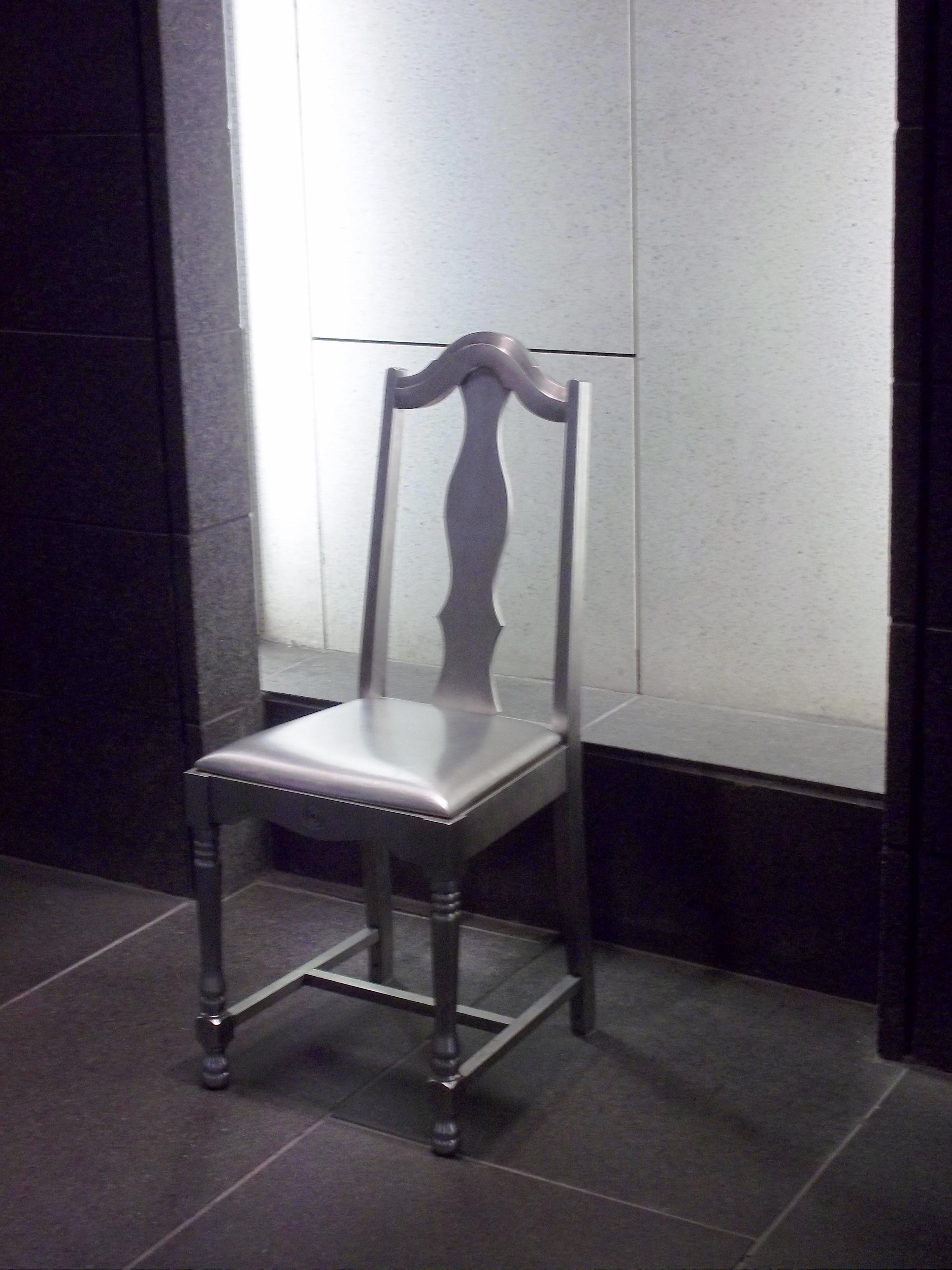
Chaise

Le dernier volet de la composition de monsieur Goulet est une chaise en acier inoxydable au fini brillant. Il peut être perçu comme le point de départ ou la conclusion de la composition : tout dépend si on y accède en premier ou à la fin par rapport au cheminement dialectique. Cette chaise offre un choix entre plusieurs interprétations. L’individu qui se trouve face à elle peut :
- se sentir invité à s’y asseoir
- la reconnaître comme appartenant à une autre personne
- la partager avec quelqu’un

Elle pousse les gens à se questionner sur eux-mêmes et donne la possibilité de s’ouvrir sur les autres. Une cible sculptée sur la devanture de la chaise souligne l’importance accordée à la personne qui s’y assoit. Cette chaise est une réplique d’une autre que Michel Goulet avait trouvée. À l’origine, elle était fabriquée de bois et le symbole concentrique y était aussi. Cette chaise n’a pas de style en tant que tel. Le sculpteur affirme qu’elle est impersonnelle et donne un caractère différent à la personne qui s’y installe. Une fois assis, l’individu a l’autorité sur les passants.